# Koclin
Koclin – wieś w Polsce położona w województwie śląskim, w powiecie myszkowskim, w gminie Koziegłowy.

## Historia
Miejscowość ma metrykę średniowieczną i istnieje co najmniej od XV wieku. Wymieniona po raz pierwszy w 1430 jako Coczlyno, 1443 Coczlin, 1454 Caczlin .
W latach 1975–1998 miejscowość administracyjnie należała do województwa częstochowskiego.